# Marek Seweryn
Marek Seweryn, né le 17 octobre 1957 à Katowice, est un haltérophile polonais. 

## Carrière
Marek Seweryn participe aux Jeux olympiques de 1980 à Moscou et remporte la médaille de bronze dans la catégorie des poids plumes.